# ラム・ナス・シャルマ
ラム・ナス・シャルマ（Ram nath Sharma、1904年11月5日? - 2015年12月1日）は、インドの裁判官、スーパーセンテナリアン。

## 人物
1904年、アグラ・ウド連合州の貧しい家庭に生まれ、ラクナウ大学を卒業。サンスクリットの知識のため大学からビクトリア金メダルを授与される。1931年にムンシフとしてインド司法局に加わり、最終的に高等裁判所の判事になった。マハトマ・ガンディー、スバス・チャンドラ・ボース、ジャワハルラール・ネルーらとともにインド独立運動に参加したこともあった。1966年に裁判官から引退した。息子のラメンドラはインド海軍の少将であった。2005年にグルグラムに移ったのち、死去。111歳26日没。